# Henry Jordan
Henry Wendell Jordan (Emporia, 26 de janeiro de 1935 - Milwaukee, 21 de fevereiro de 1977) foi um jogador profissional de futebol americano estadunidense.

## Carreira
Henry Jordan foi campeão do Super Bowl II jogando pelo Green Bay Packers.